# Transport21
Transport21 is een geheel van plannen, uit 2004, van de Ierse overheid voor de verdere ontwikkeling van de transport-infrastructuur in het land.

## Plannen
De volgende plannen maken onderdeel uit van Transport21:

### Stad Dublin: Light Rail
- Luas C1: Verlenging bestaande Luas Red Line naar de Docklands (voltooid 2010)
- Luas B1: Verlenging bestaande Luas Green Line naar Cherrywood/Brides Glenn (voltooid 2010)
- Luas B2: Verlenging bestaande Luas Green Line naar Bray
- Luas A1: Uitbreiding bestaande Luas Red Line van Belgard naar Saggart
- Luas Broombridge BXD: samenvoeging van Transport21 plannen Luas City Centre (Bx)en Luas Boombridge (D)
- Luas F: City Centre naar Lucan
- Metro North: St. Stephen's Green via de luchthaven naar Swords
- Metro West: Tallaght (huidige eindpunt Luas Red Line) naar Dardistown

### Greater Dublin: Normaal spoor
- DART lijn 1: Maynooth to Greystones - aanpassing en modernisering Commuter dienst in DART
- DART Lijn 2: aanpassing en uitbreiding Ballbriggan to Hazelhatch
- Kildare Route Project: uitbreiding sporen door/voor Iarnród Éireann omdat genoemde uitbreidingen het spoornetwerk richting Kildare zou doen verstoppen
- Interconnector of Dart Underground: deels ondergrondse verbindingen tussen bestaande – niet gekoppelde – stations
- Aanleg Docklands Station voor Commuter treinen (opgeleverd 2007)
- Clonsilla to Navan commuter lijn: gedeeltelijk opnieuw gebruiken voormalige spoorlijn

### Overige spoortrajecten
- Commuter Cork: Mallow to Midleton
- Western Railway Corridor - Phase 1: ontwikkeling spoorlijn Ennis naar Claremoris in drie fasen

### Regionale Vliegvelden
Investering van in totaal € 86 miljoen in verbetering van regionale vliegvelden zoals:
- Ireland West Airport Knock
- Kerry Airport
- Sligo Airport
- Donegal Airport
- Waterford Airport
- Galway Airport

## Realisatie
Het Transport21 project stamt uit 2004 toen de Ierse economie nog sterk groeide. Sinds 2008 is de Ierse economie ingestort en dat heeft directe invloed op deze (ambitieuze) plannen: behalve dat voor de realisatie van veel van de plannen nu geen of minder geld is, is ook de noodzaak voor de ontwikkeling niet meer aanwezig en/of zijn de voorgestelde uitbreidingen pas later noodzakelijk.

## Uitvoering
Voor de uitvoering van de spoor-projecten in en om Dublin is het overheidsorgaan RPA of Railway Procurement Agency verantwoordelijk. Een aantal van de LUAS plannen zijn inmiddels (2010) reeds voltooid of zijn volop in aanbouw. De Metro projecten zijn in een vergevorderde plannings-fase en is het de vraag of die ontwikkelingen gewoon moeten doorgaan, moeten worden afgeslankt en/of uitgesteld of helemaal worden geschrapt.